# صورة العدو
 صورة العدو هو تمثيل يُعبر عن العدو، ويمكن تعريفه بأنه تصوّر مشترك بين أعضاء جماعة معينة تجاه هذا العدو، حيث  تتسم بنزوع الطابع الإنساني عنه، تمثل الصورة نوعًا من التنميط القائم على الاختزال والتضخيم والتحيز والتعميم، غالبًا ما تُشتق من مزيج أفعال وتصرفات هذا العدو وإدراكات المتلقين، مما يضيف درجة من الدقة في بعض الجوانب بينما يُظهر تحيزُا في جوانب أخرى.
صورة العدو لا تستند فقط إلى مشاعر الكراهية، بل تمتد أيضًا إلى شعور بالتهديد أو احتمال التعرض لاعتداء أو عنف. تتشكل هذه الصورة من وجود جماعة ذات هوية تهددّها جماعة أخرى خارجة.  ومن المهم الإشارة إلى أن صورة العدو تختلف عن العداء أو العنف بين أفراد الجماعة نفسها.  عادةً ما توجد نزعة لتحقيق الانسجام بين الصفات الجسدية والنفسية للعدو، بحيث لا يمكن فصلهما عن بعضهما البعض. وبالتالي يكوّن ما هو طبيعي وما هو أخلاقي عنصرين متآلفين لا يقبلان الانفصال ، وبالتالي يكون بمقدور الفرد محاربة عدوه بطريقة أوضح عن العدو العقدي فقط المماثل طبيعيًا، لا سيما العدو العقدي من داخل الجماعة.
يمكن اعتبار صناعة صورة العدو جزءً من علم النفس السياسي نظرًا للدور الذي تلعبه صياغة هذه الصورة من قبل أجهزة الإعلام والاستخبارات في تماسك الجماعات ضد التحدي الخارجي ودورها في تفكك الدعم لهذا العدو.
تاريخيًا كان لصناعة صورة العدو دور بارز وخاصة في الحروب وكانت للصورة التي صاغتها قوات دول الحلفاء للنازية دور في تماسك الجبهة الداخلية أثناء الحرب العالمية الثانية، هذه الجبهة التي سرعان ما انقسمت بعد الحرب وبدأت صياغات جديدة لتصوير العدو الشيوعي مقابل العدو الرأسمالي. وفي الشرق الأوسط وفي خضم الحرب الباردة وصلت صناعة صورة العدو إلى مرتبة الحرفية فصورة إسرائيل كانت عبارة عن خنجر في قلب الوطن العربي وصورة العرب كانت عبارة عن تهديد إسلامي يتلقى مساندة من الاتحاد السوفيتي، ويهدف الى إبادة إسرائيل والشعب اليهودي. بعد أحداث 11 سبتمبر 2001،م تم تصوير القائمين بالمهمة كعدو إسلامي العقيدة، شرقي الملامح يجمع بين التعصب والتخلف والدموية وتم تصوير جورج دبليو بوش والحرب على الإرهاب كحملة صليبية تستهدف القضاء على الإسلام والمسلمين.

## نموذج صورة العدو
يمثل العدو نموذجًا خاصًا "للآخر" فكل عدو هو "آخر" لكن ليس كل "آخر" هو عدو ويرتبط بذات السياق مصطلح "صورة أو صور العدو" الأكثر تعلقًا بدراسات الحرب والصراع أو الدعاية الدولية. ويشير مصطلح "صورة العدو" إلى الصور المشتركة والنمطية والغير إنسانية عادة للجماعات الخارجية. إن مفهوم «العدو» يمثل خطوة أبعد في تعريف الهوية فصورة العدو توفر ملامح الخصم أو العدو العسكري من منظور أشخاص أو الدعاية العسكرية. و«الآخر» يساعد في تعريف الهوية بتحديد ما يتم استبعاده كآخر، وفي المقابل، فإن «العدو» يوضح جوهر الصراع بين الجماعة/الفرد والآخرين الأعداء، أي يتجاوز تحديد من هو العدو وماهيته وطبيعته إلى تحديد سبب كونه عدوًا. حيث تحقق صورة الآخر الحاجة البشرية إلى الكشف عن الهوية عبر الاحتكاك بالآخر وهي حاجة قديمة ومتشعبة التعبير، لكن ما يجمعها هو سلبيتها وتطرفها إزاء سلوك الجماعات الخارجية.
يذكر إدوارد سعيد أن أزمة الهوية وهي إحدى أكثر العلاقات تجسيدًا للآخر في العصر الراهن لا تظهر إلا في المجتمعات التي تدخل في ديناميكية الحداثة. وتعنى الأزمة هنا مجرد بدء الجهد المؤلف أو المفرح في تحديد الذات، وهي لم تبدأ إلا بالحداثة أو باكتشاف الغرب. وترى الأستاذة في علم الاجتماع السياسي دلال البرزي أن هذه الوظيفة للآخر تظهر لدى طرفي العلاقة رغم عدم التكافؤ لدى الغالب والمغلوب لكن الفرق يكمن في كون الغالب هو المبادر والقادر على طرحها، جاعلًا من هذه الوظيفة لدى المغلوب «أزمة» تدوم بدوام غلبته.
مصطلح «الآخر» قد يوظف فقط لتعريف الهوية وبنائها، بينما مصطلح «العدو» يستخدم لتوجيه اللوم إلى الأحداث السيئة في الحياة. فالعدو ينشأ فقط لدى الاعتقاد بوجود اختلافات جوهرية «بيننا» و«بينهم» مع ربط هذه الاختلافات بتمييز مواز بين الخير (نحن) والشر (هم)، وهو ما يؤدي عادةً إلى نزع الطابع الإنساني عن الآخر العدو، وبالتالي سيادة النمط العدائي العنيف في التعامل مع الآخر في هذه الحالة.
يرى فيلهو هارلي أن فكرة العدو تنبع نفسيًا من قيام الجماعة بتحديد شرها بنسبته إلى «أنتم» أو «الآخرين» ومن ثم يصبح أنتم «الآخر» هم العدو ومن الناحية الاجتماعية فإن العدو نتاج مشترك يتشكل اجتماعيًا منا جميعًا معًا، فالعدو عادة ليس ظاهرة فردية ينجزها شخص واحد بمفرده. ثقافيًا، تتشكل الذات والآخر في إطار التقاليد المتداولة عبر المواريث من جيل إلى آخر، وهي بطبيعتها لا تعبر عن حقيقة مطلقة أو موضوعية ويرى جيمس أهو إمكانية تلمس مصدر العدو في الأفكار الدينية ويميز في هذا الإطار بين فئتين:
- الحلولية – الكوزمولوجية المتمثلة بدرجات متفاوتة في البوذية والهندوسية والكونفوشية ومسيحية العصور الوسطى حيث توجد صورة «العدو الجدير» الذي هو شريك مساوٍ في الحرب.
- الأفكار الدينية المتعالية - التاريخية: ترتبط باليهودية والإسلام والبروتستانتية حيث تسود فيها صورة العدو الشرير «الذي ينبغي تدميره كجزء من واجب أسمى». فالعدو الشرير عدو الإله والحرب ضده حرب مقدسة بين الخير المطلق والشر المطلق تستهدف الإبادة الكلية لفاعل الشر (العدو).[5]

## وظائف صورة العدو
- كمصدر لإضفاء الشرعية على السياسة أو السلوك تجاهه: فصورة الآخر تعبر غالبًا عن موازين قوى وعلاقات تراتبية وأحيانًا نزاعية. ومن ثم غالبًا ما تعبر صورة المهيمن والأقوى والأعلى تجاه الآخر عن الشعور بالتفوق عليه وعلى الازدراء والتحقير بل والكراهية إزاءه. فالآخر يكون متوحشًا ومن البرابرة بدائيًا وكافرًا ومتخلفًا. وتغذى مكونات هذه الصورة وترعاها القوى الاجتماعية المختلفة والطبقات وجماعات المصالح التي تجد فيها تبريرًا لمصالحها المادية، وللسياسة التي تتوخاها مع هذا الآخر واستغلاله أو الهيمنة عليه أو حتى تدميره. فصورة الآخر تفيد في تنظيم الخصومة وإضفاء الشرعية عليها. ويظهر ذلك حتى على مستوى أكثر التركيبات الاجتماعية طبيعية وبساطة أي القبيلة حيث يكون الآخر فيها مكونًا من مكوناتها البنيوية على رغم شدة حركيته. فيقول المثل البدوي: أنا ضد أخي، أنا وأخي ضد ابن عمي، أنا وأخي وابن عمي على الغريب. فهذا الغريب متحرك بدوره تبعًا للهدف الكامن خلف تحديده.[6]
- مواجهة أزمات المجتمع: تركز العديد من الدراسات على الحاجة إلى العدو في المجتمعات المتأزمة بوصفه يمتلك حلول الأزمة وهي مقولة قابلة للجدال حيث أن العدو قد يكون مصدرًا لتأجيل تصعيد الأزمات أو حتى تسويتها لكن يصعب تصور أن يساهم العدو في حل الأزمة خاصة إذا كان مختلفًا لصرف الانتباه عن الأسباب الحقيقية للأزمات. لا يمنع هذا التحفظ من التعرض لقضية توظيف العدو لمواجهة أزمات المجتمع حيث عادة يتم تأجيل البحث عن حل داخلي للأزمة وتلجأ بعض القوى السياسية – وغالبًا ما تكون السلطة السياسية نفسها – إلى إعطاء المجموعة عدوًا خارجيًا أو مختلفًا عن المجموعة.[7]

استعمل جوزيف غوبلز فكرة كبش الفداء فقد روّجت الدعاية السياسية للرايخ ثالث ضد اليهود لضعف الاقتصاد الألماني واثارتهم للقلاقل السياسية

- مواجهة أزمة الهوية: فوفقًا لتعبير بعض الباحثين «ما من جماعة قومية ضاعت منها القيم وركبها الشك وتهافتت عندها المثل المطلقة الملهمة للحياة، إلا وتسترجع ما ضاع منها بفضل إدانة قيم الآخر». أي تساعد صورة الآخر، العدو تحديدًا، على تغذية التشابه بين العناصر المكونة للجماعة القومية.
- مواجهة الأزمات الاقتصادية وأزمات التهميش: حيث يساعد الآخر العدو في إيجاد كبش فداء لتفسير تردى الأحوال الاقتصادية، سواء كان هذا الآخر دولة أخرى (مثل صورة العرب كعدو اقتصادي لدى الرأي العام الغربي بعد الحظر النفطي في 1973) أو كان الآخر داخل حدود نفس الدولة (مثل صورة المهاجرين العرب كمصدر لمشاكل البطالة في الدول الغربية).[8]
- تحييد الصراع الطبقي بتمكين المضطهد من التماثل مع سيده دون أن يتحمل هذا الأخير تكاليف باهظة. وفي حالة كون الآخر العدو يعيش في نفس المجتمع فإنه يوفر فرصة للبروليتاري في العثور على «بروليتاري رث» أدنى منه مرتبة فيرتقى الأول في سلم المراتب الاجتماعية دون أن يكلفه ذلك شيئًا كبيرًا.[9]
- مواجهة الأزمات السياسية والعقيدية الأيديولوجية: يسبب العدو توحدًا للجبهة السياسية الداخلية في مواجهة خطر العدو الذي يهدد الوجود. وعادةً ما يتم إضفاء سمات عقدية عدائية على الآخر في هذه الحالة حيث تنطلق تصرفات هذا الآخر من عقيدة تتسم بقدر كبير من الثبات والاستقرار وليس من مجرد أبعاد مصلحية ومثال ذلك الخلط بين العربي ومفهوم الجهاد مع تفسير الأخير على نحو بسيط اختزالي يحصره في معناه الحربى والمعادي للحرب على التعامل مع الإيمان كمسألة ضمير شخصي في مواجهة الإسلام الذي يظهر أمام الرأي العام كدين صارم ومصدر لمخاطر هائلة تهدد العالم الغربي القائم على العقلانية والاعتدال والتسامح.[10]

ربط العدو بالتهديد الدائم وهو ما يؤدي إلى تضخيم صورة العدو لأنه لا وجود لعدو إلا وكان قويًا. ويفسر ذلك جزئيًا تصدر ما يسمى «الإرهاب العربي» قائمة المخاوف المواجهة للمجتمعات المتحضرة، وكذلك التصعيد من خطر بلدان كالعراق وسوريا وليبيا وغيرها على الأمن العالمي. وكذلك تحول قضية الهجرة العربية إلى الخطر الرئيسي المهدد للسلم المدني والتوازنات الاقتصادية والاجتماعية والهوية في بعض البلدان الأوربية. ولا ينفي ذلك وجود تفاعل متبادل بين تمثل الذات للآخر وواقع هذا الآخر. فصورة الأخر منها كانت فعالية السلبية إلا أن لها في الواقع بعض الأسس المحسوسة. إن عملية نزع الطابع الإنساني عن العدو (Dehumanization) هي وسيلة لإضفاء الشرعية على استخدام العنف ضد الآخر، وتقليل الشعور بالذنب المصاحب لمثل هذا العنف.

## مستويات عملية نزع الطابع الإنساني
يمكن التمييز بين عدة مستويات لنزع الطابع الإنساني مع مراعاة إمكانية التداخل فيما بينها:
- مستوى العدو كإنسان كامل: في هذا المستوى تمثل صورة العدو الآخر بوصفه ذا طابع إنساني كامل (ليس بمعنى المثالية لكن بمعنى غياب عملية نزع الطابع الإنساني) وهذا المستوى نادر التحقق وعادة ما ارتبط بأشكال معينة من الحروب والصراعات وصور العدو مثل الحروب البطولية والحروب البدائية الشعائرية (العدو الكفء أو الجدير، والعدو الرمزي على الترتيب). ويلاحظ أن هذا المستوى يتضمن تصوير العدو ككل أو أعضائه بوصفهم ذوى طابع إنساني.[12]

أحد الأمثلة على تصوير الآخر بحيث يبدون جميعًا متشابهين كوجوه مقنعة أو عديمة التعبير أو يصعب التفرقة بينها

- العدو عديم الوجه: يستمر في هذا المستوى الاعتراف بالطابع الإنساني للعدو مع فقدان أعضاء الجماعة الأخرى وأفرادها لسماتهم المميزة بحيث يبدون جميعًا متشابهين كوجوه مقنعة أو عديمة التعبير أو يصعب التفرقة بينها ويشار في هذا السياق إلى غطاء الرأس العربي كمكون في صورة العرب في الولايات المتحدة والإعلام الغربي، أو صورة محتجزي الرهائن مرتدي الأقنعة في العراق.[13]
- العدو الشيطاني: في هذا المستوى يفقد العدو أحد أوجه «إنسانيته» ويتحول إلى مجرد تمثيل للموت والدمار والشر وقد عكست صور بن لادن وصدام حسين في وسائل الإعلام الأمريكية هذا البعد، كما تكرر توصيف بوش لأسامة بن لادن بوصفه «الشرير» وكذلك توظيف مصطلح محور الشر. وفي المقابل فإن صورة أمريكا بوصفها الشيطان الأعظم في إيران تمثل امتدادًا لذات المستوى من نزع الطابع الإنساني.[14]
- العدو كحيوان في هذا المستوى ينتقل مستوى صورة العدو من وجود كل أو بعض السمات الإنسانية إلى تصوير للعدو في صورة حيوان (ثعبان أو فأر أو تمساح أو دب أو قردة وخنازير أو أخطبوط). ويلاحظ أن الحرب على الإرهاب قد ارتبطت بتصوير العدو كحيوان والجنود الأمريكيين كصيادين حيث تكررت الإشارة مثلًا إلى استمرار عملية صيد وتعقب بن لادن، كما تكرر ذكر مبدأ «صيد الإرهابيين وقتلهم أينما وجدوا» في خطابات جورج بوش أثناء الحملة الانتخابية.[15]
- إضفاء الطابع النسوي: يقصد بذلك إضفاء سمات أو خصائص أنثوية معينة على العدو وعلى نحو يتنافى مع الطابع الإنساني، أو محاولة ربط العدو بصورة غياب أو ضعف سمات ذكورية معينة. وتعكس صور عمليات التعذيب في سجن أبو غريب وتكديس المعتقلين في أوضاع معينة محاولة لنزع الطابع الإنساني وإضفاء مثل هذا الطابع غير "الذكوري". كما ظهرت محاولة إضفاء الطابع الأنثوي في إجبار المعتقلين على ارتداء ملابس نسوية. ويمكن التمييز في هذا المستوى بين نزع الطابع الذكوري أو محاولة ذلك مثل النموذج المذكور وغيره، وبين إضفاء صورة نسوية سلبية معينة (وهو ما قد يتجاوز الأعداء إلى الآخر مثل تصوير تركيا في صورة راقصة تطالب بالأموال في بعض الصحف الأمريكية إبان مرحلة التفاوض التركي الأمريكي على شروط التنسيق بين الطرفين ابان غزو العراق 2003، وهي الصورة التي زادت من التوجهات السلبية لدى الرأي العام التركي وبعض النواب تجاه قضية التنسيق). من جهة أخرى فإن ثمة مستوى أو بعد آخر مرتبط بإضفاء طابع نسوي سلبي وهو ما يعرفه البعض بـ"الجنسية" القائم على التركيز لدى تحديد معالم صورة الآخر على المرأة أو ما ترمز إليه العلاقة معها، فالخطاب الاستشراقي يغزو الشرق بذكورية ترمز بشدة إلى العلاقة العادية القائمة بين رجل وامرأة فالشرق صامت وآخر خائر رخو ساكن سلبي ساحر كل ما بوسعه تلقى المبادرة الآتية من الغرب. مع جانب آخر في وصف الشرق بالتركيز على الشهوانية المفرطة في هذا الشرق إضافة إلى اهتمام الغرب اللافت بوضع المرأة المسلمة الشرقية والتركيز على خطر التيارات الإسلامية بوصفها تهدد وضع المرأة القاطنة في بلدان الشرق، وفي المقابل تحمل بنات الغرب لدى الشرق صورة مشابهة حول فسادهن وانحرافهن "باسم الحرية" والبعد عن الوقار الخاص بالفطرة البشرية بما يجعلهن عرضة لشتى أنواع الضياع والبغي والجرائم والاستباحة.[16]
- تجريم العدو: أي تصوير العدو كمجرم مطلوب للعدالة مثل ما ظهر في أعقاب غزو العراق 2003 من نشر صور قيادات نظام البعث وغيرهم على أوراق اللعب بوصفهم «مطلوبين». كما انتشرت صور أخرى تمثل بوش ورامسفيلد وصدام حسين وبن لادن كمطلوبين يهددون النظام العالمي. من جهة أخرى فإن ثمة صورة نمطية للأمريكيين مستمدة من أفلام رعاة البقر بوصفهم «المأمور الطيب» الذي يبحث عن الإرهابيين كي «يصطادهم» ويقتلهم.[17]
- العدو كمشتهى المثيل: مثلية في إطار سيادة نمط عالمي قائم على النظرة السلبية لمثل هذه الممارسات غير المتسقة مع الطبيعة والفطرة البشريتين، والدين والعادات والتقاليد، واعتبارات حفظ النوع – فإن تصوير العدو في مثل هذه الصور ينطوي على نوع من نزع الطابع الإنساني وقد ظهر هذا البعد في صور المعتقلين في أبو غريب وفي تأكيد كل من الشرق – الغرب في فترات زمنية مختلفة على انتشار مثل هذه الممارسات لدى الطرف الآخر.
- العدو كجماد فاقد الروح والحياة في هذا المستوى لا يقتصر تشوية صورة العدو على نزع السمات الإنسانية بل تصويره كشيء عديم الحياة وهو ما ظهر مثلًا في حرب الخليج الثانية حيث تم تصوير العدو كرمز وأشكال على شاشات الحاسب الآلي. كذلك ينتشر استخدام الرموز أو الأكواد لوصف العدو أو أسلحته والتركيز على هذه الأكواد بوصفها الهدف المراد تدميره أو التعامل معه، وهو ما يجعل التعامل ينتقل من مستوى التعامل مع عدو وضحايا بشريين إلى مستوى التعامل مع أشياء.[18]
- توظيف المعاني المزدوجة في هذا المستوى يتم تمثيل الحياة البشرية للعدو في صورة مجردة أو مختزلة عبر استخدام مصطلحات تنطوي على تدمير وقتل للخصم دون توضيح ذلك أو التقليل من شأن ذلك أو تصويره كنتيجة طبيعية. من هذه المصطلحات مصطلح «الدمار المصاحب أو الملازم Collateral damage» لوصف إصابات وخسائر المدنيين، ومصطلح "Megadeath" لوصف وفاة مليون شخص، أو مسميات «عاصفة الصحراء» أو «تعزيز الحرية» وغيرها من المصطلحات والمسميات التي لا تثير ارتباطًا مباشرًا بالحياة البشرية.[19]

## أنواع صور العدو
تتعدد أنواع العدو بحسب الصفات والسمات التي يتمتع بها هذا العدو أو التي يتم إضفاؤها عليه عبر عمليات الإدراك، وبحسب طبيعة التهديد الذي يمثله هذا العدو، ويميز البعض في هذا الإطار بين العدو الرمزي، والعدو الشريف أو الجدير، والعدو الحاجز أو المانع، وعدو الإله والعدو المهاجم أو المعتدي، والعدو المستبد/الخائن، والعدو الخفي من الداخل أو ذلك على النحو التالي:
- العدو الرمزي: أكثر ارتباطاً بالحروب البدائية الشعائرية حيث الحرب وجهاً لوجه كتقليد دوري في إقليم محايد بين القبائل المتحاربة وتنتهي الحرب مع سقوط أول ضحية عادة، وهو ما يكشف غيبا هدف العنف أو القتل عن الحرب بقدر التعبير عن المشاعر العدائية والمدمرة وإيجاد نوع من المنفذ أو المخرج لها، وكفلت هذه الحروب الحفاظ على النظام بين القبائل عبر السماح بقدر «وظيفي» من العنف المحدد في مؤشراته المتعلقة بطبيعة الإصابات المسموحة، وحجم الضحايا وفي هذا النوع من الحرب العدو رمزي ولا تتم المساواة بين العدو والشر أو التعامل معه كمصدر للتهديد، بل على العكس ينظر إلى العدو كشريك مساو في الأهمية وفي إطار شريعة للحفاظ على الحياة وتأكيدها.
- العدو الحاجز أو المانع: الذي شكل جزءًا "من الثقافة الاستعمارية حيث ينظر الطرف الخاضع للسيطرة إلى العدو المهيمن بوصفه مصدرًا للحرمان من ممارسة الحقوق والاحتياجات المادية والنفسية، ومن الجهة الأخرى ينظر الطرف المهيمن إلى العدو بوصفه "آخر" لا ينبغي تدميره لكن استغلاله واستعباده لإشباع الاحتياجات الفردية والجماعية للطرف المسيطر، وتتعدد مستويات التحليل التي يمكن تلمس هذا النمط فيها سواء في إطار العلاقات بين الطبقات في المجتمع، أو في إطار علاقات الاحتلال، أو في سياق الهيمنة الثقافية وأشكال الاستعمار الجديد. فالاستعمال الجدي القائم على تحقيق الهيمنة الاقتصادية وتكريسها عبر نشر قيم وأنماط ثقافية معينة هو وسيلة للتعامل مع العدو عبر "إخضاعه" وليس " تدميره" وفق هذا التحليل.[20]

أحد الأمثلة على استخدام فكرة الحرب المقدسة وعدو الإله في صياغة صورة العدو

- العدو الكفء أو الجدير: ينظر إلى العدو في هذه الحالة ككيان منظم تنظيمًا جيدًا، ومتماسك إلى درجة كبيرة، وعلى درجة من الاحترافية والطابع الإرادي الواعي المحرك للرغبة في القتال. ويمثل القتال في هذه الحالة ما يشبه الشعائر لاختبار القدرات البشرية، ومحكاً لظهور سمات النبل والشجاعة والتحمل وغيرها من القيم الإيجابية ومن ثم يمكن التعامل مع العدو في إطار من الاحترام المتبادل، وصولًا إلى الوقوع في تناقض «حب العدو». ومن الواضح أن مثل هذا النوع من العدو لا يساعد على تدعيم الهوية الذاتية بقدر ما يعزز من هوية الآخر.
- عدو الإله (الحرب المقدسة): على العكس من الأنواع السابقة حيث العدو الرمزي، أو الذي يتم إخضاعه أو احترامه) فإن هذا النمط من الحروب (الحرب المقدسة) عادةً ما يرتبط بإضفاء سمة تمثيل الشر أو الشيطان على العدو في مواجهة معسكر الخير أو الإيمان أو أنصار الإله ومنفذي مشيئته. وبالتالي يصبح الهدف ليس مجرد إخضاع العدو لكن تدميره (مع إمكانية التحفظ على ذلك انطلاقًا من بعض نماذج هذه الحروب المقدسة) كوسيلة لتحقيق مشيئة الله والأمان للمؤمنين ولزيادة الإيمان ومستوياته.[21]
- العدو مصدر التهديد (الحرب الدفاعية) ينظر في هذه الحالة إلى العدو كمصدر تهديد سواء للحدود أو الشعب أو الأفكار والأيدولوجيات أو الاقتصاد أو المستقبل عامة. ويلاحظ قدرة كل طرف على تبنى هذا النمط من الحروب بمعنى تبرير حربه انطلاقًا من كونها حربًا دفاعية ضد تهديد قائم أو محتمل، مادي أو معنوي، وهو ما يظهر واضحًا حتى على مستوى مسميات المؤسسات العسكرية في الدولة ووصفها بأنها مؤسسات أو وزارات دفاع. وتشترك الحرب الدفاعية في بعض السمات مع الحرب المقدسة حيث ينظر الطرف "المدافع" إلى قضيته بوصفها قضية عادلة، ومن ثم يصعب إلقاء اللوم على القيادات لاضطرارهم إلى خوض هذه الحرب"، مع ربط ذلك بوجود دعم أو تأييد إلهي في مواجهة العدو المجسد الشر.
- العدو القمعي (حروب التحرر أو الثورات) يمثل هذه العدو الوجه الآخر للعدو الحاجز أو المانع. فالجماعة الخاضعة المقهورة تشن الحرب بهدف الإطاحة بالمحتل أو نظام شمولي أو تسلطي قائم أو حاكم ظالم أو نخبة مسيطرة مستغلة وتتعزز هوية الطرف الخاضع المقاوم في هذه الحالة مع عنف استجابات الطرف المسيطر مع ملاحظة أن هذه العلاقة ليست مباشرة لكن تتوقف على مجموعة من المتغيرات الوسيطة.[22]
- العدو الداخلي الخفي يطرح في إطار الكتابات الغربية «الإرهابي» ضمن التصنيف بوصفه عدوًا يصعب تحديده لاعتماده على المفاجأة استراتيجيات غير تقليدية ورغم التحيزات في تعريف هذه الفئة إلا أنه يمكن استعارة عنوانها للإشارة إلى فئة أخرى من الأعداء غير الظاهرين الذين لا يتم في بعض الحالات تصنيفهم «كأخر» ابتداء لعدم وجود مظاهر واضحة لاختلافهم أو عدائهم ويمكن التمييز في إطار هذه الفئة بين أكثر من نموذج للعدو: العدو الذي كان يتشارك في الهوية مع باقي أعضاء الجماعة ثم تحول – في إطار ظروف معينة - إلى عدو ذي هوية متمايزة حتى لو كانت غير ظاهرة، والعدو المختلف ابتداء عن الجماعة في بعض عناصر هويته مع عدم وضوح ذلك لأعضاء الجماعة خارج نطاق «العدو» أو صعوبة الفصل الدقيق لهذا العدو عن الجماعة وارتفاع تكاليفه، والعدو للخفي المتسلل الذي «يبدو مثلنا ويصعب تمييزه كأخر عدو».[23]

## آليات عملية العداء

أحد الأمثلة على إظهار صورة ازدواج المعايير في الانتباه والاهتمام والتقييم

يقصد بديناميكيات العداء مجموعة من الآليات والعوامل التي تسهم في تشويه عملية الإدراك لدى التعامل مع صور العدو، والتي قد تؤدى إلى تفسير التحركات السلمية أو الإيجابية لهذا العدو كتحركات عدائية، أو تصوير حالة الهجوم كدفاع أو العكس. وتزيد هذه العوامل من احتمالات تصعيد العداء ومن أهمها:
- ازدواج المعايير في الانتباه/الاهتمام والتقييم: أحد أهم عوامل تشويه إدراكات صورة العدو وتعرف بعملية يستخدم فيها الأفراد (أو الجماعات) معايير أو مقاييس معينة للحكم على تصرفات العدو أو تقييم العدو مع اختلاف هذه المعايير عن تلك المستخدمة لقياس تصرفات ودوافع الفرد نفسه (أو الجماعة ذاتها). ويسهم ذلك في نجاح كل طرف (في علاقة العداء) في تصوير نفسه في موقف الدفاع في مواجهة الخصم المعتدى، ومن ثم تعزيز صورة الذات كممثلة للخير، والمبالغة في ربط العدو بالشر، وبالتالي زيادة احتمالات تصعيد الصراع.[24]
- صورة المرآة Mirror Image هو مصطلح يعبر عن تشابه صورة العدو لدى كل طرف بحيث تبدو كما لو كانت صورة في المرآة فخلال الحرب الباردة مثلا نظر كل من الاتحاد السوفيتي والولايات المتحدة إلى الآخر بوصفه الطرف المعتدى صاحب الحكومة القائمة على استغلال الشعوب وخداعها غالبية السكان «خيرين» بطبعهم ولا يتعاطفون مع خداع الحكومة ضرورة عدم الثقة في حكومة الطرف الآخر مع الاعتقاد بوجود أهداف وخطط سرية غير معلنة من أي تصرف استناد سياسة الطرف الآخر على نوع المجازفة واللاعقلانية بعكس الطابع الإنساني الرشيد لسياسة الذات.[25]
- خداع القمة السوداء Blacktop illusion إحدى الحالات الخاصة لصورة المرآة حيث يركز كل طرف على صورة قيادة الطرف الآخر بوصفها «شريرة» وقمعية، بينما الأفراد/الأعضاء الآخرون في الجماعة الأخرى خاضعون لسيطرة واستغلال قياداتهم. ويمكن أن يوظف هذا البعد في تبرير الاعتداء على الآخر حيث أن هذا السلوك هو دفاع عن مصالح الأغلبية الصامتة وبالنيابة عنهم، من جهة أخرى فإن هذه الصورة قد تكشف عن توجهات إيجابية تجاه الآخر بما قد يسمح في ظروف معينة بتبرير الخروج من حالة العداء.[26]
- الانتباه الانتقائي Selective Attention أي الانتقاء في عملية التفكير في العدو بالتركيز فقط على الأبعاد والتصرفات والتعليقات السلبية المرتبطة بهذا العدو، واستدعاء للصور السلبية له مع إغفال أية صور أو تصرفات إيجابية. وتظهر التجارب ميل الأفراد إلى استدعاء الصفات والحقائق والحكايات السلبية عن الأشخاص الذين يعتبرون كأعداء وذلك مقارنة بالحلفاء أو الأصدقاء، مع اتجاه لتضخيم هذه السمات .
- التحيز في تقييم المصداقية يقصد بهذا المبدأ ميل الفرد إلى تقييم مصدر المعلومة والمعلومات ذاتها الأكثر اتفاقاً مع رأيهم بوصفها أكثر مصداقية من مصادر المعلومات التي تقدم رؤية مغايرة. ويفسر هذا التحيز في تقييم مصادر المعلومات أحد أسباب مقاومة صور العدو للتغيير وتؤدى هذه السمة إلى تجاهل المعلومات والمصادر غير المتفقة مع توجهات الفرد نحو العدو فمثلاً تكتسب التقارير التي تضفى سمات سلبية على العدو مصداقية أكبر.

تصوير العدو بوصفه على درجةٍ عاليةٍ من الاحتفاظ بأهداف سرية غير واضحة، وفى الآن ذاته وصفه مفتقدًا القدرة على التنظيم

- تعايش صور متعارضة ومتناقضة للعدو كأن يتم تصوير العدو بوصفه على درجة عالية من التنظيم والذكاء والقدرة على تدبير المؤامرات والاحتفاظ بأهداف سرية غير واضحة، وفي المقابل – وفي الآن ذاته – يصور العدو بوصفه جاهلًا يفتقد القدرة على التنظيم أو التنفيذ ويسهل خداعة أو الانتصار عليه وقد ظهر تعايش مثل هذه الصور المتناقضة للعدو في صور كل من الاتحاد السوفيتي السابق والنظام العراقي «السابق» وفي وسائل الإعلام الأمريكية. وتسمح إمكانية تقديم وإدراك صور العدو على هذا النحو المتناقض بتمكين الأفراد والجماعات من تبرير توجهاتهم وسلوكياتهم تجاه العدو. ومن الطبيعي أن الصور المتناقضة لا تقدم عادةً في نفس الوقت أو على الأقل ليس عبر نفس العمل أو الرسالة فعلى سبيل المثال تم تصوير صدام حسين في الولايات المتحدة منذ التسعينيات بالتركيز على كونه أكبر تهديد للعالم الحر وفي نفس الوقت تقريبًا طرحت صور أخرى لصدام بوصفه طاغية لا يعتمد على التقنيات الحديثة (التكنولوجيا) ويتسم بمحدودية الأفق والقدرة على التخطيط، بل ومحدودية القوة. ويلاحظ أن هذه الصور المتناقضة عادة تهدف إلى تعبئة الأفراد من خلال الخوف والكراهية لتبرير العرب على العدو وقتل أفراده.[27]
- الطابع الحركي لصور العدو يقصد بذلك أنه على الرغم من صعوبة تحول صورة العدو في ضوء عدة عوامل سبق ذكرها، فإن ذلك لا ينفى إمكانية تحول عدو حالي إلى حليف مستقبلي وما يرتبط بذلك من تغير في صورة هذا العدو إلى صورة مختلفة ويرجع ذلك إلى النزعة التضخيمية في الدعاية العسكرية للتأكيد على الاختلاف بين العدو وبيننا (نحن)، والتأكيد على ارتباط العدو بتاريخ طويل من الشرور وقائمة من العيوب في السمات على نحو يصور العدو كما لو كان رمزًا للشر على الدوام، وبوصفه كان خصمًا على الدوام كذلك مثل هذه النزعة التضخيمية تميل إلى التراجع في ظروف معينة بما قد يؤدى تدريجيًا إلى تغير صورة العدو، والأمثلة على ذلك متعددة (من قبيل تغير صورة اليابانيين في الولايات المتحدة بعد الحرب العالمية الثانية عن صورتهم أثناء الحرب).
- ارتباط الصور بالمعرفة والجهل فالتحيزات والتشوهات السالف ذكرها ترتبط على نحو وثيق بالجهل بالمعلومات والحقائق الأساسية عن العالم بوجه عام وعن العدو بوجه خاص. وتؤدي هذه التحيزات عادة إلى عدم إدراك طبيعة ثقافة العدو وقيمه الأساسية وأولوياته. ويلاحظ أن العلاقة بين التحيزات وقلة المعلومات أو الجهل هي علاقة دائرية: فالجهل يؤدي إلى التحيز، والتحيزات تعزز هذا الجهل فالجهل قد ينتج عن الاهتمام والتذكر الانتقائيين.[28]

## عوامل تغيير صورة العدو

تغير صورة غورباتشوف نتيجة ظهور فشل الخيارات العنيفة في التعامل مع العدو

رغم صعوبة تغيير صورة العدو إلا أن ذلك يمكن أن يحدث إذا توافرت عوامل ومحركات تدفع إلى ذلك. وهذا التغير قد ينظر إليه كعملية إيجابية تعكس اتجاهًا نحو تسوية النزاعات، ويطلق على التغيير في هذه الحالة عملية «التعلم السياسي». ويقصد بالتعلم السياسي (Political Learning) في هذا السياق «التغير في صور العدو على نحو يعزز احتمالات النجاح في إدارة الصراعات وتسويتها وحلها». وتشبه عملية التعلم هذه نمط التجربة والخطأ (trial & error) التي يؤدي الفشل فيها إلى اتخاذ خطوات جيدة وهكذا. وترتبط عملية «التعلم السياسي» بتوافر مجموعة من العوامل المعززة لتغيير صورة العدو من قبيل:
- حدوث تغيرات هيكلية في تطورات الصراع نفسه ووقائعه أو في السياق الدولي أو الإقليمي لهذا الصراع.
- تغير في طبيعة التحالفات السياسية، أو تولى أجيال قيادية جديدة السلطة بما يؤدي لتغيير صورة العدو.
- تركيز قيادة المجموعة على إحداث إصلاحات داخلية والنظر إلى الصراعات الخارجية كمعوق لمثل هذا الإصلاح: أي أن القيادة تركز على الجماعة ذاتها أكثر مما تركز على الصراع مع الجماعات الأخرى.[30]
- ظهور فشل الخيارات العنيفة في التعامل مع العدو والحاجة إلى تبنى خيارات تفاوضية أو تكيفية في التعامل مع الخصم وقد يكون هذا الفشل في صورة هزيمة أو عدم قدرة على الاستمرار في خيار مواجهة الخصم لارتفاع تكلفة هذا الخيار أو غير ذلك من العوامل التي تدفع إلى البحث عن بدائل أخرى للتعامل مع العدو وترتبط عملية البحث عن بدائل بالتعرف على معلومات جديدة عن الخصوم أو الأعداء وبالتالي احتمال تغير صور العدو تدريجيًا.

وتشير بعض الدراسات إلى نموذجي السادات وغورباتشوف وتغير صورة العدو لدى كل منهما حيث يرجع ذلك إلى العاملين الأخيرين (في القائمة الرباعية السابقة) كما يشار إلى أن حدوث تغيرات طفيفة لدى كل منهما في صورة العدو دفعت إلى اتخاذ خطوات محدودة تتفق مع هذا التغير في الصورة، ثم استقبال التغذية الاسترجاعية واتخاذ خطوات أكبر وهكذا.

## استراتيجيات تغيير صورة العدو
هذه الاستراتيجية (كما يتضح من طبيعتها) قد يتم تبنيها من قبل قيادات الجماعة أو بعض أعضائها، وقد تتبناها الجماعة الأخرى (العدو) أو قيادة الجماعة الأخرى. كما قد تقوم هذه الاستراتيجيات على خطوات متبادلة بين الجماعة والعدو ويمكن في هذا السياق تناول الاستراتيجيات التالية لتغيير صورة العدو:
- اتخاذ إجراءات لا يمكن التراجع عنها: هي استراتيجية عمدية لتغيير صورة العدو وتحتاج إلى اتخاذ أحد طرفي الصراع ابتداء مثل هذه الخطوة بقطع تعهدات لا يمكن التراجع عنها وذلك مثل زيارة الرئيس السادات للقدس. وتثير هذه الاستراتيجية العديد من الصعوبات مثل: صعوبة «صياغة» الإجراء أو التعهد الملائم ذي التكلفة العالية والذي لا يمكن التراجع عنه كما لا يمكن تجاهله من قبل الطرف الآخر، كذلك يتطلب اتخاذ مثل هذه الإجراءات أو التعهدات عادة درجة كبيرة من التحرر من القيود السياسية الداخلية.[31]
- التصالح التدريجي: تحتاج هذه الاستراتيجية إلى بدء أحد الأطراف بإظهار «نوايا» للتصالح أو الاسترخاء، وانتظار استجابة إيجابية من الطرف الآخر، ثم اتخاذ خطوات تصالحية فعلية وهكذا وتهدف هذه العملية إلى تحسين متبادل في صورة الآخر لدى كل طرف على نحو متدرج كما يمكن اعتبار سياسة بطء الاستجابات الانتقامية والتصالحية على السواء إحدى صور هذه السياسية.
- الفيض المضاد: تقوم هذه الاستراتيجية على تغيير صورة العدو والصورة النمطية عبر تعريض الجماعة إلى كم كبير من المعلومات المخالفة لهذه الصورة النمطية في مدى زمنى قصير نسبيًا.[32]
- تراكم الاستثناءات: Exceptions Accumulation: تقتضي هذه الاستراتيجيات توافر مدى زمني طويل نسبيًا حيث يؤدي نشر معلومات مناقضة لصورة العدو أو معلومات متضاربة عنه على نحو يوحي بوجود استثناءات لدى الآخر لا تتبع الصورة النمطية للعدو ويؤدي تراكم هذه الاستثناءات على المدى الطويل إلى حدوث تغير في صورة العدو.
- التسميم السياسي: تختلف هذه الاستراتيجية عن الاستراتيجيات السابقة في أنها أوسع نطاقًا في أهدافها، كما أنها ذات طابع عدائي واضح في مقاصدها وأهدافها بالنسبة للجماعة المستهدفة وقد استخدم هذا المفهوم خبراء الحرب النفسية الفرنسيون ووظفه الدكتور حامد ربيع في دراسته عن الحرب النفسية في المنطقة العربية، وتحليل نجاحات الدعاية الصهيونية ومنطقها. وبخلاف الاستراتيجيات السابقة التي تركز على تغيير صورة العدو كهدف أساسي، فإن هذه الاستراتيجية تتعامل مع صورة العدو كجزء من مكونات الهوية ذاتها ومن ثم يكون التلاعب بهذه الصورة عبر تغيير الهوية نفسها من خلال عمليتين متوازيتين هما:
  - زرع أو غرس قيم معينة صحيحة في ذاتها، ثم دفعها تدريجيًا في السلم التصاعدي لنظام القيم الفردي أو الجماعي، بحيث ترتفع إلى أعلاه، ومن ثم تفرض على القيم العليا أو المطلقة النزول على مراتب أقل أهمية. كأن يتم التأكيد على قيم السلام ونبذ العنف والتسامح بمعنى الاقتناع بعدم احتكار أي طرف للحقيقة وقبول الآخر وأهمية احترام التعددية. ورغم أن هذه القيم يصعب رفضها في حد ذاتها، إلا أن المشكلة تنشأ لدى تصعيد هذه القيم، بحيث تتقدم على قيم أخرى مثل العدل والحق في الدفاع عن النفس ونحوها. ويظهر ذلك بوضوح في الصراع العربي الإسرائيلي، حيث الجدالات الحادة حول منطق المقاومة المسلحة للاحتلال الإسرائيلي بين المؤيدين والمعارضين، سواء تعلق الأمر بمقاومة الفلسطينيين أنفسهم، أو مساهمة الدول والشعوب العربية والإسلامية في مثل هذه المقاومة.
  - تسريب افكار وقيم معينة عبر منطق الدعاية والتوجيه السياسي بحيث تؤدي إلى تصور معين للمواقف يختلف عن حقيقته الفعلية، مما يترتب عليه عند اكتشاف هذه الحقيقة نوع من الصدمة تؤدي إلى شلل نفسي، وبالتالي عدم القدرة على المواجهة لما توجده من تمزيق في الشخصية.

وتتم ممارسة هذه العملية في إطار التسميم السياسي عبر آليتين متكاملتين هما: أداة التضليل القائمة على التوظيف المخالف للواقع والسيء للقيم السياسية والدينية، أداة للترويض: التي تجعل تلك القيم و«المواقف الجديدة» ليست مستغربة إنما هي مطلوبة ومتسقة مع الإطار أو النظم القائمة بصرف النظر عن طبيعتها الواقعية. وهكذا يعد التسميم السياسي إحدى العمليات أو المقدمات المنطقية التي يعاد من خلالها تشكيل الإطار الذي ينطلق منه الرأي العام في مجتمع معين، بحيث يتم تشكيل ذلك الراي العام تجاه القضايا التي تواجهه وتجاه الأعداء والخصوم بشكل يتناسب مع القيم الجديدة التي تم غرسها وتسريبها إلى الوعي أو العقل الجماعيين أو ذاكرة النخبة المثقفة أو القائدة فيه.